# Lady Besery’s Garden
Lady Besery’s Garden war eine deutsche Gothic-Rock-/Dark-Wave-Formation, die 1993 in Leverkusen gegründet wurde. Musikalisch in den 1980ern verwurzelt, feierte die Band mit Liedern wie A Gaping Tear, Arlene, Andy Warhol oder Collapse einige Erfolge innerhalb der Schwarzen Szene.

## Geschichte
Inspiriert durch die Musik von Bands wie Joy Division, Bauhaus, The Cure, Christian Death und Clan of Xymox wurde Lady Besery’s Garden 1993 in Dreimannbesetzung und unter Einsatz eines Drumcomputers gegründet. Die Gruppe ging aus einem früheren Projekt mit dem Namen Day of Judgement hervor, das sich stilistisch an den Sisters of Mercy orientierte. Die Besetzung trat ausschließlich unter Künstlernamen in Erscheinung (so ist beispielsweise das Pseudonym k.baal an das Gedicht „Der Gott der Stadt“ von Georg Heym angelehnt).
Nach Veröffentlichung eines 5-Track-Demos produzierte die Band ihr Debüt-Album in Eigenregie. Vorerst war geplant, dieses Werk unter dem Titel „dto.“ selbst zu vermarkten. Infolge eines Aufrufes an Newcomerbands, Titel für eine Wave-Compilation einzureichen, entstand jedoch der Kontakt zu Accession Records (bekannt durch Bands wie Diary of Dreams). Adrian Hates, damaliger Label-Betreiber, zeigte sich so sehr von dem Material begeistert, dass er „dto.“ 1996 unter dem Titel „Perceptions“ auf den Markt brachte. „Perceptions“ erhielt in den einschlägigen Musikzeitschriften, wie The Gothic Grimoire, Zillo und Orkus, überwiegend positive Bewertungen und wurde mit den Frühwerken renommierter Dark-Wave-Gruppen, wie Clan of Xymox und The Danse Society, verglichen.
Bereits 1997 fertiggestellt, erschien 1998 das zweite Werk „Experiment - Experience - Explosion“, das mit Andy Warhol eine Coverversion des gleichnamigen David-Bowie-Songs enthält. Sie sollte der bekannteste Track der Band bleiben. Obgleich „Experiment - Experience - Explosion“ überwiegend positive Kritiken erhielt, verschwanden Lady Besery’s Garden anschließend aus dem Blickfeld der Öffentlichkeit und gerieten bald darauf in Vergessenheit.

## Texte
In ihren Texten griff die Band vor allem sozial- und medienkritische Themen auf. Aber auch Dekadenz und die selbstzerstörerische Tendenz der menschlichen Natur bilden den Gegenstand ihrer Lieder (A Gaping Tear, Play Pervert). Das zweite Werk „Experiment - Experience - Explosion“ führt diese Themenschwerpunkte fort:

„Der Albumtitel bezieht sich auf die mangelnde Weitsicht des Menschen. Er experimentiert blauäugig mit den Dingen herum, obwohl negative Erfahrungen vorhersehbar sind, und das Ganze endet in einem Desaster. „Collapse“ beschreibt zum Beispiel das zögerliche Verhalten der Menschen im Angesicht einer sich abzeichnenden, aber noch nicht unmittelbar spürbaren Gefahr. Wenn diese dann über sie hereinbricht, kommt jede Reaktion oftmals viel zu spät“

## Name
Der Bandname „Lady Besery’s Garden“ ist eine sprachliche Anlehnung an „Bathory“ (englisch [ˈbæθɐri] gesprochen), dem Familiennamen der ungarischen Gräfin Erzsébet Báthory. Der Name besitzt keine tiefere Bedeutung und wurde ausschließlich aufgrund seines Klanges gewählt.

## Diskografie
Studio-Alben
- 1996: Perceptions (CD)
- 1998: Experiment - Experience - Explosion (CD)

Kompilationen
- 1996: „Altered State“ auf The Gothic Grimoire Volume 3/1996 – (CD)
- 1998: „A Gaping Tear“ auf Touched by the Hand of Goth Volume IV – (DCD)
- 1999: „Collapse“ auf Deejay Tribe Volume 2 – (DCD)
- 1999: „Altered States (Version)“ auf Dion Fortune Sampler Volume VI – (CD)
- 1999: „Andy Warhol“ auf Pearls of Passion – (DCD)
- 1999: „Weltengebäude“ auf Wellenreiter in Schwarz Volume 4 – (DCD)
- 2000: „Collapse“ auf New Alternatives Volume 5 – (DCD)
- 2000: „Vanity“ auf We Came To Dance 2000 – (DCD)